# Toku
TOKU es un canal de televisión por cable y satélite estadounidense propiedad de Olympusat que emite anime, series y películas asiáticas.
Lanzado el 31 de diciembre de 2015, reemplazando al Funimation Channel, después de que Funimation terminara su asociación con Olympusat.
El canal lineal está disponible en AT&T U-verse y Claro Puerto Rico; su señal HD fue lanzada el 27 de septiembre de 2010. El servicio de Video On Demand está disponible en Optimum, Xfinity, Armstrong y Massillon. El canal estaba previamente disponible en Frontier FiOS y Liberty Puerto Rico.

## Historia

### Etapa Funimation Channel (2005-2015)

Logo de FUNimation Channel.

FUNimation Channel comenzó como un bloque emitido en Colours TV, una de las redes de afiliados de Olympusat. Sus programas durante esta época eran: Dragon Ball, Negima!, Kodocha, Slayers, Blue Gender, Kiddy Grade, Fruits Basket, Case Closed y Yu Yu Hakusho. El bloque se suspendió después de estar en favor de una expansión más exitosa en cable digital, fibra óptica y sistemas DBS.
El 1 de mayo de 2008, FUNimation Channel se convirtió en una red de cable digital de anime doblado al inglés de 24 horas; la segunda de su tipo en América del Norte (seguido de A.D. Vision's Anime Network).
Olympusat fue elegido como el distribuidor exclusivo de FUNimation Channel. El servicio estaba disponible para algunas ciudades a través de señales digitales UHF y era temporal ya que el canal estaba tratando de hacerse un hueco en el ya saturado paisaje del cable digital.
En mayo de 2009, FUNimation Channel continuó su expansión en el cable de lanzamiento en la plataforma VOD de Comcast, que ofrece dos servicios gratuitos, On Demand y On Demand PPV.
El canal tuvo planes de lanzar una edición en español, aunque sin éxito.
Hasta el 27 de septiembre de 2010, una señal de alta definición se puso en marcha junto con los servicios VOD existentes.
El 16 de febrero de 2012, Verizon anunció que disminuiría FUNimation Channel y Bridges TV de su servicio de Verizon FiOS "en o después del 15 de marzo" debido a la "muy baja audiencia". En respuesta a la reacción de los clientes de Verizon FiOS TV, FiOS TV volvió FUNimation Channel a través de Vídeo bajo Demanda.
La programación del FUNimation Channel provenía de Funimation, Aniplex of America, Viz Media, Sentai Filmworks, Right Stuf Inc., NIS America y las ya desaparecidas Central Park Media y Enoki Films USA.

### Etapa Toku (2016-presente)
El 8 de diciembre de 2015, se informó que el Funimation Channel sería reemplazado por TOKU el jueves 31 de diciembre de 2015. El nuevo canal iría a añadir más variedad, incluidas las películas asiáticas de alta calificación en la acción en vivo, Grindhouse y géneros independientes. Los programas son provenientes de Japón, China, Tailandia y Corea del Sur.
Se anunció posteriormente, el 15 de diciembre de 2015, que Funimation terminaría su asociación con Olympusat y relanzaría Funimation Channel como un servicio de transmisión digital en el año 2016.
Funimation Channel firmó el 31 de diciembre de 2015 a las 6:00 p. m. Hora del Este, después de un episodio de Fairy Tail. Un parachoques se transmitió brevemente después, que fue interrumpido por el flujo de programación de Toku, que transmitió Rio: Rainbow Gate! En el momento de la transición.

## Toku Español
El 14 de marzo de 2016, Olympusat anuncio el lanzamiento de una versión Latinoamérica del canal llamada Toku Español y actualmente está en conversación con distintas cableoperadoras para disponer de esta señal la cual, será emitida en HD.
Más de tres años después del anuncio se supo que Olympusat estaba emitiendo el contenido en español en el canal Ultra Macho desde enero de 2018 quitando varias esperanzas de que el canal llegué a Latinoamérica.